# Mahaban
Mahaban là một thị xã và là một nagar panchayat của quận Mathura thuộc bang Uttar Pradesh, Ấn Độ.

## Địa lý
Mahaban có vị trí 27°26′B 77°45′Đ / 27,43°B 77,75°Đ Nó có độ cao trung bình là 176 mét (577 feet).

## Nhân khẩu
Theo điều tra dân số năm 2001 của Ấn Độ, Mahaban có dân số 8608 người. Phái nam chiếm 54% tổng số dân và phái nữ chiếm 46%. Mahaban có tỷ lệ 39% biết đọc biết viết, thấp hơn tỷ lệ trung bình toàn quốc là 59,5%: tỷ lệ cho phái nam là 51%, và tỷ lệ cho phái nữ là 25%. Tại Mahaban, 20% dân số nhỏ hơn 6 tuổi.